# رودولفو سواريس
رودولفو سواريس (20 مايو 1985 بريو دي جانيرو في البرازيل - ) هو لاعب كرة قدم برازيلي في مركز الدفاع. لعب مع نادي جوينفيل ونادي فايله ونادي فلومينينسي ونادي هيبرنيانز ونادي مادوريرا.

## وصلات خارجية
- رودولفو سواريس على موقع قاعدة بيانات كرة القدم.إي يو (الإنجليزية)
- رودولفو سواريس على موقع Soccerway.com (الإنجليزية)